# 青森県道208号野辺地野辺地停車場線
青森県道208号野辺地野辺地停車場線（あおもりけんどう208ごう のへじのへじていしゃじょうせん）は、青森県上北郡野辺地町を通る一般県道である。

## 概要
野辺地町野辺地の青森県道243号馬門野辺地線から南へ分岐し、城内橋から枇杷野川に平行して青い森鉄道 青い森鉄道線・JR大湊線 野辺地駅に至る短距離路線である。

### 路線データ
- 総延長 : 1.495 km[1]
- 起点 : 上北郡野辺地町大字野辺地[1]（青森県道243号馬門野辺地線交点）
- 終点 : 野辺地停車場[1]（野辺地駅・青森県道178号野辺地停車場線交点）

## 歴史
- 1961年（昭和36年）2月10日 - 青森県道に認定される[1]。

## 地理

### 交差する道路
- 青森県道243号馬門野辺地線（起点）
- 青森県道178号野辺地停車場線（終点）

### 沿線の施設など
- 野辺地警察署
- デーリー東北 野辺地支局
- 野辺地町立歴史民俗資料館
- 野辺地町立体育館
- 野辺地高等職業訓練校
- 青い森鉄道 青い森鉄道線・JR 大湊線 野辺地駅
  - 観光物産PRセンター（駅併設）
- 野辺地駅前簡易郵便局